# 1688
Năm 1688 (Số La Mã:MDCLXXXVIII) là một năm nhuận bắt đầu vào thứ năm trong lịch Gregory (hoặc một năm thường bắt đầu vào thứ ba của lịch Julius chậm hơn 10 ngày).